# Caloctenus gracilitarsis
Caloctenus gracilitarsis är en spindelart som beskrevs av Simon 1897. Caloctenus gracilitarsis ingår i släktet Caloctenus och familjen Ctenidae.
Artens utbredningsområde är Venezuela. Inga underarter finns listade.